# Une prière pour les cimes timides
Une prière pour les cimes timides (titre original : A Prayer for the Crown-Shy) est un roman court de science-fiction du genre solarpunk écrit par Becky Chambers, paru en 2022 puis traduit en français et publié aux éditions L'Atalante en 2023. Il est le second livre de la série Histoires de moine et de robot.
Une prière pour les cimes timides a remporté le prix Locus du meilleur roman court 2023.

## Résumé
Panga est une lune orbitant autour de la planète Motan. La société humaine qui s'y est développée, après avoir atteint une ère industrielle qui a vu l'avènement de robots intelligents, a effectué une transition vers un mode de vie responsable et durable, bannissant les êtres humains de parties entières de Panga. Au moment de cette transition, les robots ont décidé de quitter la société humaine et se sont installés dans les secteurs dont les êtres humains se sont exclus.
À une époque où les robots ne sont plus que des mythes pour les êtres humains, Dex, ancien moine de jardin puis moine de thé, a rencontré, lors d'une expédition dans une zone naturelle protégée située hors des zones d'implantation humaine, un robot métallique de deux mètres dix prénommé Omphale Tachetée Splendide. Après que le robot ait aidé Dex dans son périple en pleine nature sauvage, Dex accepte d'accompagner Omphale dans une zone dédiée aux humains afin que le robot puisse essayer de trouver une réponse à son questionnement, à savoir est-ce que la société humaine a progressé dans une direction favorable.
Dans les différents villages que traversent Dex et Omphale, Dex arrondit les angles entre des humains qui n'ont jamais vu de robots et Omphale qui n'a jamais vu d'humains en dehors de lui. Omphale demande aux humains de quoi ils ont besoin et les réponses se classent en deux catégories : des requêtes spécifiques et ponctuelles, très pratiques, qui peuvent être réalisées par Omphale et des envies plus philosophiques qui traitent de bonheur et d'accomplissement.
Au fur et à mesure de leur voyage, Dex et Omphale développent une amitié qui va petit à petit prendre le pas sur ce qu'ils avaient chacun prévu de faire de leur vie.